# 浜口卓也
浜口 卓也（はまぐち たくや、濵口 卓也、1980年10月22日 - ）は、日本の政治家。高知市議会議員。高知県高知市出身。

## 来歴
高知県高知市・福井町に生まれる。幼少の頃は同町内のみかづき第二幼稚園に通った。

### 学生時代
高知大学教育学部附属小学校、高知学芸中学・高等学校を経て早稲田大学教育学部に入学。大学の同期生には同郷の広末涼子、プロ野球選手の和田毅らがいる。その後第二文学部に転部し、同学部を卒業。専修は文学・言語系。中学では剣道部、高校ではテニス部に所属した。

### 政治の道へ
2004年より衆議院議員中谷元の私設秘書として活動。2011年、高知市議会議員選挙に出馬し、2,618票を得て初当選。2015年の同市議会選挙では3,693.220票を獲得。2期目の当選を果たした。1期目は無所属、2期目は自由民主党からの出馬。当選後は両期とも会派「新こうち未来」の一員として活動した。

### 主な活動
2014年
7月：安藤忠雄講演会3GOOD GROOVE SUMMER heisei26を主催。
2015年
2月：高知龍馬空港へのLCC路線誘致活動を主導。中央省庁から県、低価格路線の運航会社にまで広がる協議の流れを作る。
8月：ヤンゴン市（ミャンマー）にて副市長と意見交換。
2016年
1月：スリランカ訪問・大統領と面会。
9月：高知市立高知特別支援学校での体罰事件を受け、高知市議会で質問。
2017年
9月：新図書館西敷地利用事業のプロポーサル募集の延期を求める件への賛成討論。
6月：準防火地域・準耐火建築としては国内民間初のCLT工法建築物の建築に実行委員として携わる。
2018年
10月：西敷地の利用をめぐり、民間高層建築物の建築に反対、市民のための広場を求める署名8464筆を市長に提出。
2019年
1月：市長選への出馬を表明。
7月：アゼルバイジャン訪問。シャマフ市のタヒール市長と面会、アゼルバイジャンでは初めての桜移植プロジェクトと教育連携について協議。
11月：高知市長選挙へ出馬するも落選。得票数は15,107票。

## 2019年高知市長選

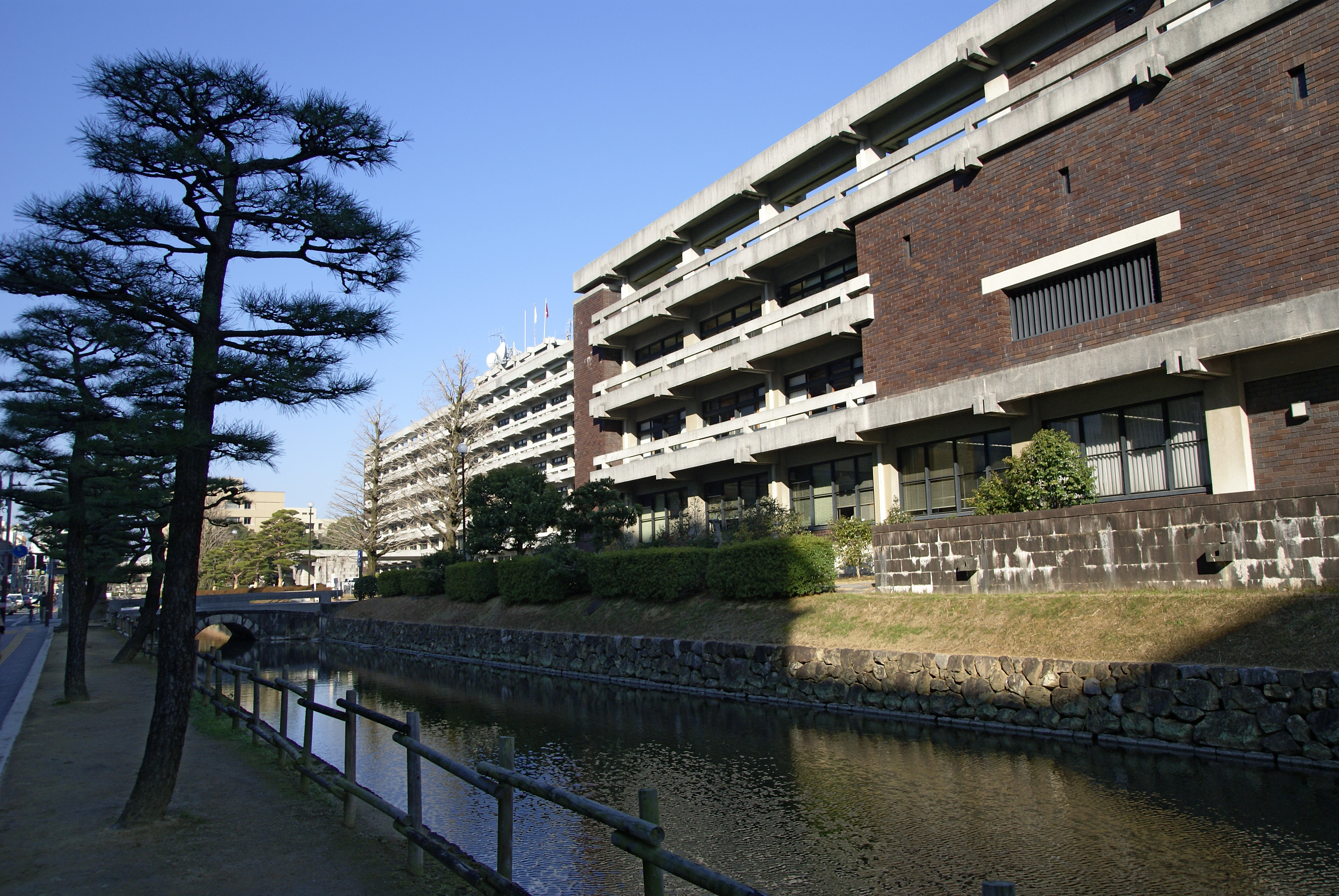
会見が行われた高知県庁舎

2019年1月16日、上述の西敷地利用に関する紛糾、また浦戸道の駅構想をめぐる問題、更に仁井田産業団地の計画頓挫など、行政手法の杜撰さと政治的な意思決定プロセスの実態に関する疑惑が相次いで取り沙汰される中、同年11月の市長選に出馬する意向を表明。1月23日には高知県庁で記者会見を開き、正式に立候補を表明した。会見では「高知市の衰退に歯止めをかける」ことを強調。「行政サービスも税収の増加なしには、将来に希望が持てない」とし、「豊かな経済が、自然環境をさらに美しくするような新たな経済モデルの構築」を訴えた。また、世界各地の都市と経済・環境等の分野で協定を結ぶ都市外交の必要性に言及し、高知市の持続可能性を維持する条件として「人口規模50万人～100万人」を提示。会見当時から無所属で出馬する意思を明らかにしており、5月16日、市議の任期満了を待って正式に自民党を離党した。

## 2023年高知市議会議員選挙
2023年4月16日公示の高知市議会議員選挙に自由民主党の公認候補として出馬。在野期間中に農業研修生として学んだ経験を糧に、新たに「持続可能な一次産業の確立」を提唱。改めて高知市の将来的存続の危機を訴え、上記の一次産業支援の他、経済、子育て・教育、防災、エネルギー分野、行財政改革を主要政策として発表している。

同年4月23日投票の選挙で、当選。

## 政見・政策
2019年度の高知市長選挙に関連しては、「従来の地方自治の枠組みを越える」ことを標榜し、決断と責任を引き受ける首長の下で自主的かつ積極的な改革を実施することによる高知市の発展を掲げた。また特に関心のある領域として、市財政・経済・教育・都市計画等に関わる発言が多い。

### 地方政治観
地方政治のあり方について、高知市が「日本政府の下部組織の高知県庁の下部組織である」という誤った自己認識を抱き、それ故に政府と県庁に過度に依存する体質になっていると主張しており、一貫して経済的／政治的な高知市の自主・自立を訴えている。中央集権的な統治構造への批判という点で地方分権推進派、地域主義の立場に属するが、国からの分離独立の主張とは異なり、国の特区制度を活用した自主路線での市政運営を重視する点でいわゆる独立論とは一線を画す。
- 地方自治体の構造そのものが従来の中央集権システムから脱却しておらず、故に自己決定という発想自体が希薄であるとの認識を示しており、地方自治体の多くに共通する現代の日本国政治の課題として位置づけている。
- 上に関連して、高度経済成長期の感覚を国も自治体も未だに引きずっている、との見解を繰り返し述べている。この主張は自主・自立の方針と対になっており、右肩上がりの時代が過ぎた今では国に依存しない自主決定のできる自治体、また自主的な姿勢運営を主導できる首長の存在が発展のために不可欠であると論じている。
- 市長選にあたり、首長の下で自治体独自の政策を立案・実行するための方策として「市長補佐官制度」の導入を検討中であることを明らかにした。
- 時代の変化を見すえて若い世代に順々につないでいく必要があるとの認識から、市長選出馬に際しては「2期8年」を自身の考える任期としていた。

### 財政・経済
高知市の一般会計予算約1,500億円に対して市債残高が2,000億円を超過する現状については、危機的な状況にあるとしながらも、市債の額よりも現市政に市の経済状況を改善する意思がないことの方がより深刻な問題であるとの見解を示している。現在の市政は市税や国・県からの補助金、交付金等を配分することだけに拘泥して将来の歳入増を目指す投資を怠ってきたとし、この姿勢が財政危機を招き、今に至っても発想の転換ができていないとの指摘。高知市としての財政・経済政策の必要性を訴えている。
- 国内の同規模自治体（中核市）と比較して上位にある山・川・海を始めとした自然環境、また地理的要件から天然のコンパクトシティとして開発された市街地等の利点を活かし、環境産業や都市開発の分野を担う社会的企業との連携、社会起業家の支援を通じて市の経済を活性化させる政策を打ち出している。
- 市独自の政策として、地域通貨の導入を研究・検討中としている。
- 行財政改革の一環として高知市の全事務事業見直しと行政の効率化・簡素化を掲げる。また市の財政を圧迫する大きな要因として過剰な公共施設供給量を挙げており、適正化と一元的な管理体制の構築を公約としている。

### 教育
若年層を中心とする人口流出には東京等の大都市圏での就業・就職を志向する教育システムが根本的な要因として介在している、との認識を示しており、これも時代にそぐわない中央集権の名残であるとして高知市独自のカリキュラムの策定等、新たな教育環境の創出を公約に掲げている。また市内教育現場でのICT導入の遅れを指摘し、モデル校を設置し早急な研究・検討を進めるべきとの立場をとっている。
- 従来の「6・3・3・4制」の影響で世代間の交流が制限され、結果としてコミュニティ形成に不具合が生じている可能性があるとして、独自カリキュラムの一部に保育・幼稚園から大学・社会人までを対象とした世代間交流を可能とする近い場所での一貫教育の実施を検討するとしている。
- ICTの導入にあたっては先駆的な熊本市の事例に学び、公立小中学校へのタブレットPC配布を目標と位置づけていた。
- 独自カリキュラムの策定を重視することと関連して、いわゆる「全国学力テスト」が実施されている現状に懐疑的である。
- 議員時代から特別支援教育のあり方について繰り返し発言している。現在は「教育のユニバーサルデザイン」を掲げ、特別支援教育のあり方にこそ教育の本来的な姿がある、との見解を示している。

### 都市計画
都市の効率的・効果的な発展のためには政治によるコントロールが不可欠であるとしており、特にとさでん交通を始めとする交通網の再整備を強く訴えている。また公約に掲げる人口増の実現を見すえて高知龍馬空港や高知新港の活用を主張し、これらを所管する県との連携を強化した開発計画策定を進めるとしている。
- 都市計画の一環として、ユニバーサルデザインの全面導入を実施するとしている。
- 公共交通の脆弱さを補うために高知市が車に依存する社会構造となっていることを利用するとして、UBER等の配車サービスの導入を明言している。

## 人物・エピソード
- 幼稚園に通い始めた当時、子どもばかりの環境に馴染めず幼稚園から自宅まで歩いて帰ってしまった。非常に強い違和感を覚えたとのことで、今でも本人は克明に当時を覚えているという。とはいえ、両親に窘められて通ううちに楽しく過ごせるようになった。
- 政治を志すにあたって、大学時代に萩野浩基の講義を受講したことが最初のきっかけだったかも知れないと語っている。当時は政治というものをさほど意識することがなかったが、政治家というものを学んだと振り返っている。
- 大学時代の一時期、真剣に音楽を志した時期があった。現在でも時おりギターを弾き唄うことがあるという。
- 読書家、勉強家として知られる。政治家となることで学ぶことの重要さを改めて実感したと述べており、必要を感じられれば人は自ら学ぶことができると見解を語っている。この実感が現行の知識偏重・詰め込み型の教育制度への違和感のもとになっているという。
- 敬愛する人物として、山岡鉄舟、岡潔、ユリウス・カエサルらを挙げる。